# Бозай (Аягозький район)
Боза́й (каз. Бозай) — село у складі Аягозького району Абайської області Казахстану. Входить до складу Мамирсуського сільського округу.
Населення — 387 осіб (2021; 435 у 2009, 461 у 1999, 543 у 1989).
Національний склад станом на 1989 рік:
- казахи — 100 %

До 1994 року село називалось Будьонне.